# Ring (langage de programmation)
Ring est un langage de programmation dynamique. Il peut être intégré dans les projets C/C++, étendues à l'aide de code C/C++ et/ou utilisé comme une application autonome de la langue.Le langage est portable (Windows, Linux, Mac OS X, Android, etc.) et peut être utilisé pour créer des applications de console, GUI, Web, jeu et mobile,,,. 

## Objectifs
- Langage de programmation d'applications
- Langage petit et rapide pouvant être intégré dans des projets C / C ++.
- Langage simple pouvant être utilisé dans l'éducation et présentant les concepts du compilateur / machine virtuelle.
- Langage généraliste pouvant être utilisé pour créer des bibliothèques.
- Langage pratique conçu pour créer de logiciel Programming Without Coding Technology.